# Іден (Меріленд)
Іден (англ. Eden) — переписна місцевість (CDP) в США, в окрузі Сомерсет штату Меріленд. Населення — 803 особи (2020).

## Географія
Іден розташований за координатами 38°16′42″ пн. ш. 75°39′17″ зх. д. / 38.27833° пн. ш. 75.65472° зх. д. (38.278230, -75.654720).  За даними Бюро перепису населення США в 2010 році переписна місцевість мала площу 14,56 км², з яких 14,43 км² — суходіл та 0,14 км² — водойми.

## Демографія
Згідно з переписом 2010 року, у переписній місцевості мешкали 823 особи в 339 домогосподарствах у складі 229 родин. Густота населення становила 57 осіб/км².  Було 369 помешкань (25/км²).
Расовий склад населення:
| - 60,4 % — білих - 34,1 % — чорних або афроамериканців - 0,7 % — корінних американців - 0,7 % — азіатів - 1,2 % — осіб інших рас |

До двох чи більше рас належало 2,8 %. Частка іспаномовних становила 2,8 % від усіх жителів.
За віковим діапазоном населення розподілялося таким чином: 19,1 % — особи молодші 18 років, 65,1 % — особи у віці 18—64 років, 15,8 % — особи у віці 65 років та старші. Медіана віку мешканця становила 44,4 року. На 100 осіб жіночої статі у переписній місцевості припадало 93,2 чоловіків;  на 100 жінок у віці від 18 років та старших — 94,7 чоловіків також старших 18 років.
Середній дохід на одне домашнє господарство  становив 37 822 долари США (медіана — 30 938), а середній дохід на одну сім'ю — 44 316 доларів (медіана — 38 068). Медіана доходів становила 26 611 долар для чоловіків та 26 932 долари для жінок. За межею бідності перебувало 23,6 % осіб, у тому числі 73,1 % дітей у віці до 18 років та 16,8 % осіб у віці 65 років та старших.
Цивільне працевлаштоване населення становило 329 осіб. Основні галузі зайнятості: транспорт — 15,2 %, освіта, охорона здоров'я та соціальна допомога — 14,6 %, роздрібна торгівля — 13,1 %.